# 人格解体-现实解体障碍
人格解体-现实解体障碍（Depersonalization-derealization disorder，或写作人格解体/现实解体障碍）又作人格-现实解体障碍，是一种分离障碍，通常患者會感到持续或反复的消失自我感或者失去现实感或者二者兼而有之。
诊断标准包括持续或反复的感到自己从心理过程、身体中分离出来，反复感到环境陌生不真实。

## 醫學分類
在DSM中，这一精神障碍被分类为解离症；

在ICD中，它被称作人格解体-失实综合症，并被分类为单独一种神经质障碍，对于该症的通常描述包括：
「感到自己从物质躯体、心理活动中脱离；感到自己并未占有身体的全部；失去对自己语言、动作的控制感；觉得和自己的思想与情感断开；有一种“自动化感”——经历着生活改变，但却没有任何体验或参与感，仿佛生活是在电影裡的场景；失去对身份的确定感；感到和自己的身体失去连接；觉得自己的反应不是自己故意做出的；很难把自己和现实、环境关联起来；就像是做梦一样，有灵魂出竅體驗。」

## 症狀與診斷
人格解体障碍的核心症状是主观上有“自己的感受不真实”的感觉。患者在感受到人格解体同时还会几乎无法控制地、急切地想要考问或思考“真实”与“存在”的本质以及其他深层次哲学问题。
正经历人格解体的人会感到他们与自己心理活动、肉体分离，感受到的感观、感觉、情绪和行为都不是属于自己的。同样，感觉自己破碎开来（就像这个症状的名字说得那样）。同时感觉周围的环境陌生，不真实。
人格解体会带来很高的焦虑水平，而这样的焦虑又会加强人格解体的感受。
偶然瞬间的人格解体是正常的；持续或反复的人格解体则是问题。人格解体障碍的诊断标准包括（但不限于）持续或反复地感到自己被从思维过程、躯体、环境分开。只有当解离持续并影响了患者的社会、工作这些日常生活所必须的功能时，人格解体障碍才能确诊。通过研究给出该障碍的一个精确定义被证明是很困难的，因为人格解体本质上具有主观性。
人格解体障碍被认为主要是由生活中严重的灾难事件导致的，包括童年性、身体、心理伤害；事故、战争、酷刑、恐慌发作和严重的吸毒经历。现在并不清楚基因因素是否对此有影响；然而在人格解体障碍患者体内确实存在许多神经化学物质以及激素改变。
虽然该障碍是一种对于现实体验的改变，但它却和思觉失调无关。人格解体障碍的患者能够保持对内在体验和外在世界客观事实的区分力。无论是间歇还是持续的人格解体，发作时患者都能够区分现实和幻觉，它们对现实的知晓力始终保持不变。
虽然人格解体障碍曾经被认为在人類中非常罕见，但现在认为人類一生中有1%-2%的機率罹患人格解体障碍。尽管人格解体障碍出现機率很小，但普通人群中的许多人偶尔会经历短暂的轻度人格解体。 然而，当这些感觉强烈、严重、持续或反复出现时，以及当这些感觉干扰日常功能时，就会出现去人格化障碍。去人格化的经历往往是短暂的，但持续时间是高度可变的，有的持续数周。
人格解体障碍和早期感知与注意力过程破坏相关。

## 流行病學
男女均診斷出相同的人格解體障礙。

## 其他相關
- 科塔爾症候群

## 資料引用
1. ↑  World Health Organization(WHO,世界卫生组织). 06 Mental, behavioural or neurodevelopmental disorders(06 精神、行为或神经发育障碍)//ICD-11 for Mortality and Morbidity Statistics[OL],2024-01. https://icd.who.int/browse/2024-01/mms/en?secondLanguageCode=zh#253124068 （页面存档备份，存于）.
2. ↑  美国精神医学学会. 精神障碍诊断与统计手册[M]. 张道龙,等,译. 5版. 北京:北京大学出版社,2015:294.
3. ↑  郝伟,陆林. 精神病学[M]. 8版. 北京:人民卫生出版社,2018:158.
4. ↑  .   [2013-01-27]. （原始内容存档于2015-11-24）.
5. ↑  Radovic F. . Philosophy, Psychiatry, & Psychology. 2002: 9: 271–279.
6. ↑  Sierra, Mauricio; Medford, Nick; Wyatt, Geddes; David, Anthony S. . Psychiatry Research. 1 May 2012, 197 (1-2): 123–127. doi:10.1016/j.psychres.2011.12.017.
7. ↑  Simeon, D., & Abugel, J. (2006). Feeling Unreal: Depersonalization Disorder and the Loss of the Self. New York, NY: Oxford University Press. (p. 3)
8. 1 2  Blevins, Christy A.; Weathers, Frank W.; Mason, Elizabeth A. . Journal of Trauma & Dissociation. 1 October 2012, 13 (5): 539–553. doi:10.1080/15299732.2012.678470.
9. ↑  Simeon, Daphne. . Adis International.   [2011-10-13]. （原始内容存档于2014-03-31）.
10. ↑  Simeon and Abugel p. 32 & 133
11. ↑  Daphne Simeon; Jeffrey Abugel. . Oxford University Press. 7 November 2008: 3  [17 November 2016]. ISBN 978-0-19-976635-2. （原始内容存档于1 August 2020）.
12. ↑  Roberts, Laura Weiss (编).  Seventh. Washington, D.C.: American Psychiatric Association Publishing. 2 May 2019. ISBN 978-1-61537-256-0. OCLC 1090279671.
13. ↑  Black, Donald W.; Andreasen, Nancy C.  Sixth. Washington, DC. 2014. ISBN 978-1-58562-469-0. OCLC 865641999.
14. ↑  Guralnik O, Giesbrecht T, Knutelska M, Sirroff B, Simeon D. . J. Nerv. Ment. Dis. December 2007, 195 (12): 983–8. PMID 18091191. doi:10.1097/NMD.0b013e31815c19cd.
15. ↑  Baker D, Hunter E, Lawrence E;  et al. . The British Journal of Psychiatry. May 2003, 182 (5): 428–33  [2011-11-18]. PMID 12724246. doi:10.1192/bjp.182.5.428. （原始内容存档于2011-07-19）.